# ジャン＝バティスト・デブレ
ジャン＝バティスト・デブレ（Jean-Baptiste Debret、1768年4月18日に生まれ、†1848年6月28日）はフランスの画家、版画家である。「フランス美術家使節団」（Missão Artística Francesa ）の一員としてブラジルに渡った一人で、民俗学的価値の高い当時のブラジルの人々の生活を描いた絵画を残した。

## 略歴
パリに生まれた。パリのエコール・デ・ボザールで、ジャック＝ルイ・ダヴィッドに学んだ。フランス第一帝政の時代の1798年のサロン・ド・パリにデビューし2位の成績を得た。
第一帝政が終わった後、1816年にニコラ＝アントワーヌ・トーネーらの何人かの芸術家と「フランス美術家使節団」（Missão Artística Francesa ）のメンバーになってブラジルに渡った。これらの芸術家はリオデジャネイロに遷都していたポルトガル王、ジョアン6世の保護を受け、王立美術工芸学校(Escola Real de Artes e Ofícios) で仕事をした。ジョアン6世がリスボンに還り、ブラジルの実権をペドロ1世が握るようになった後も、デブレは皇帝ペドロ1世のお気に入りの画家として、宮廷のメンバーの肖像画を描く仕事が得られた。1822年にブラジル帝立美術アカデミー（Academia Imperial de Belas Artes）に教室を与えられ、教師として働いた。1829年に、自分と自分の学生の展覧会を開き、これがブラジル最初の美術展であったとされる。
ブラジルで民俗学的な興味から1816年から1831年の間、ブラジルの住民の風習や社会的関係を描いた。特に奴隷制度、関心を持っていた。
1831年にフランスに帰国し、芸術アカデミーの会員になった。1834年から1839年の間に3巻のブラジルを描いた版画集、『ブラジルの美観、歴史的旅行記またはフランス画家のブラジル滞在記』("Voyage pictoresque et historique au Brésil, ou Séjour d'un Artiste Français au Brésil")を出版した。この著作は1820年代初めの、ブラジル探検に参加して記録を残したドイツの、ヨハン・モーリッツ・ルゲンダスの著作と並んで、重要な絵画による記録となった。

## 作品

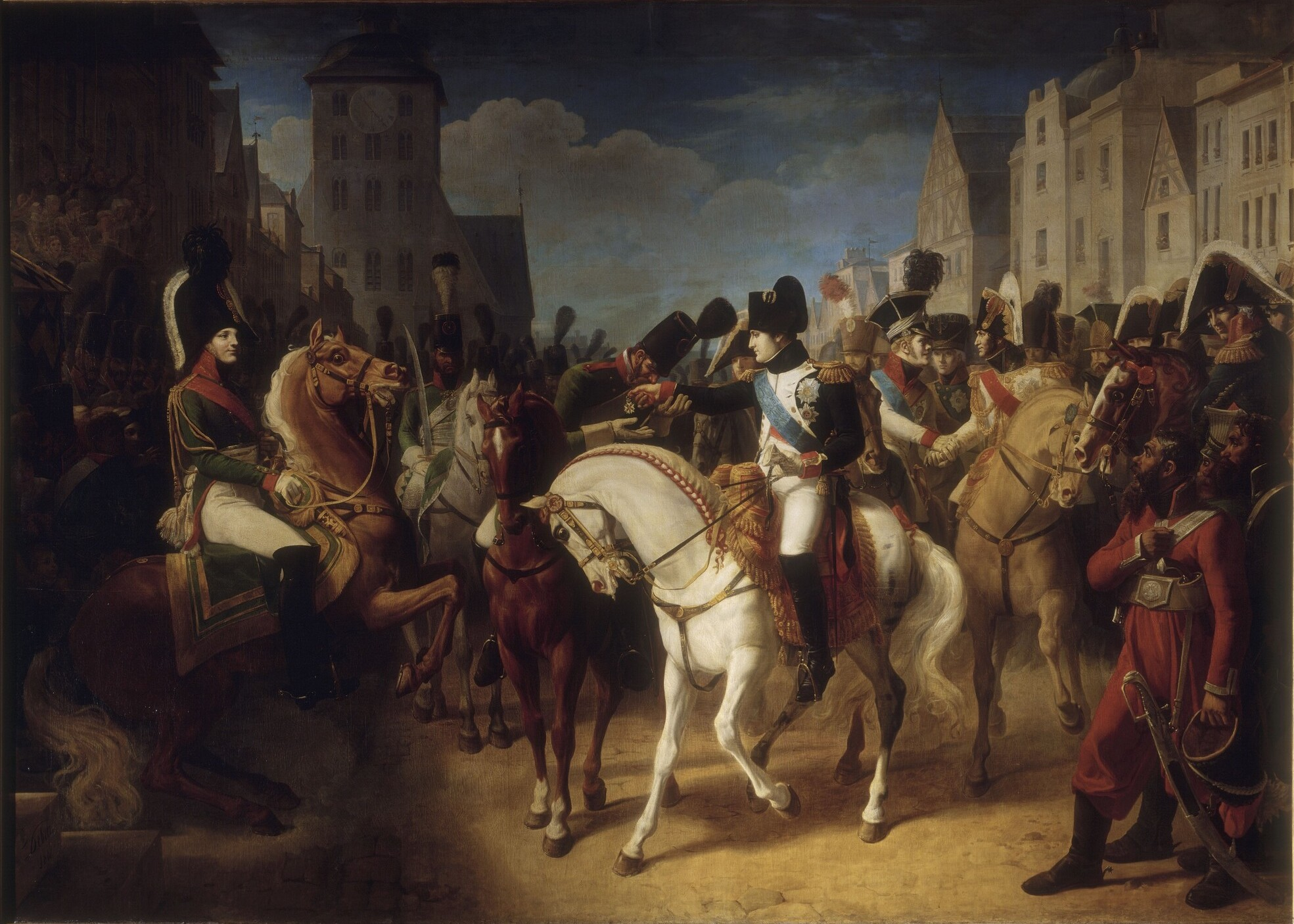
勲章を贈るナポレオン
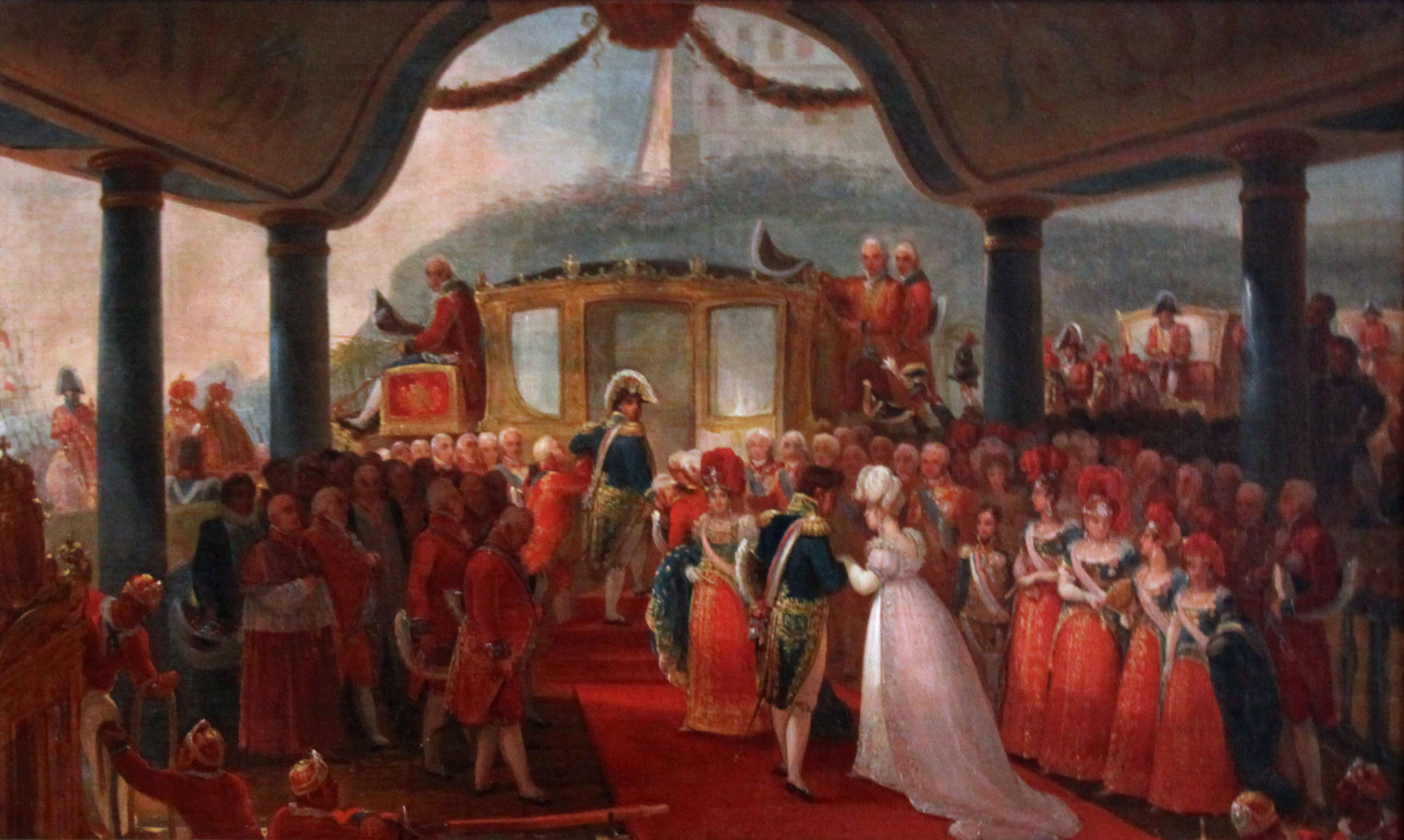
マリア・レオポルディナ・デ・アウストリアのブラジル到着
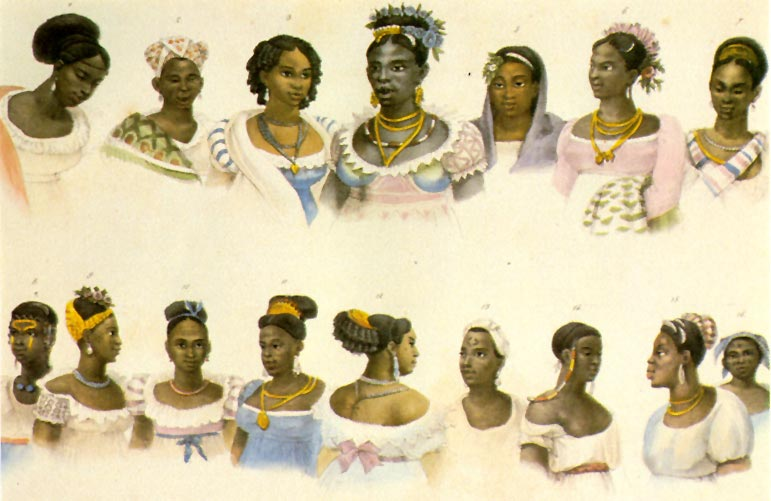
ブラジルのさまざまなアフリカの部族からの黒人奴隷

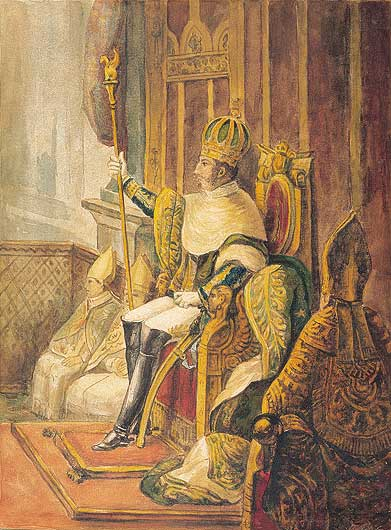
ペドロ1世の戴冠式
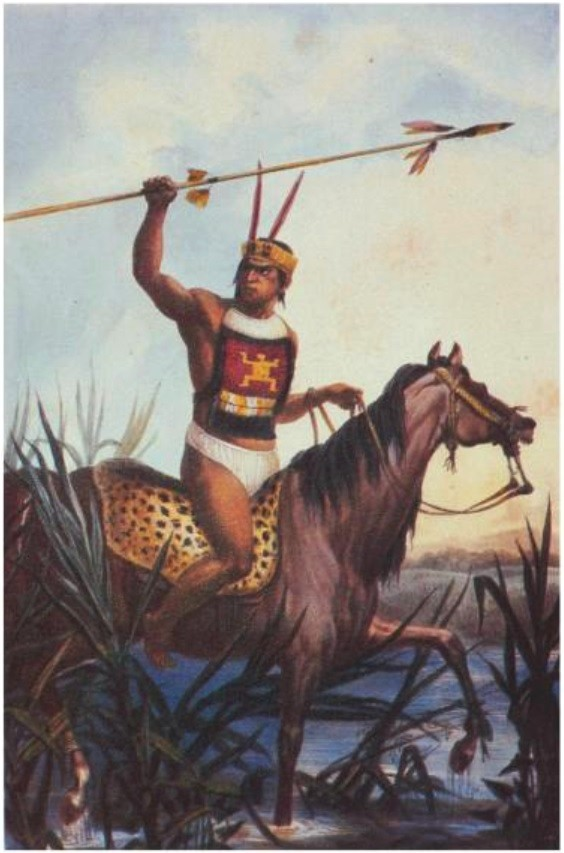
原住民族の酋長
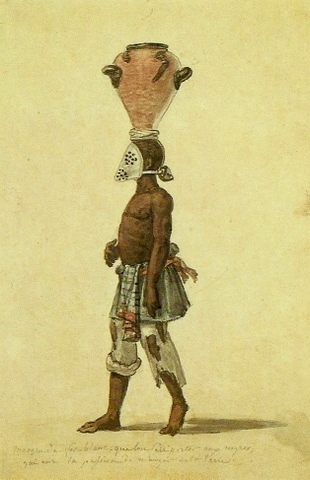
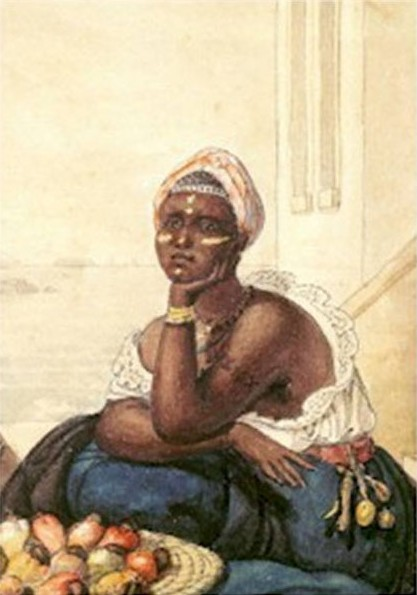

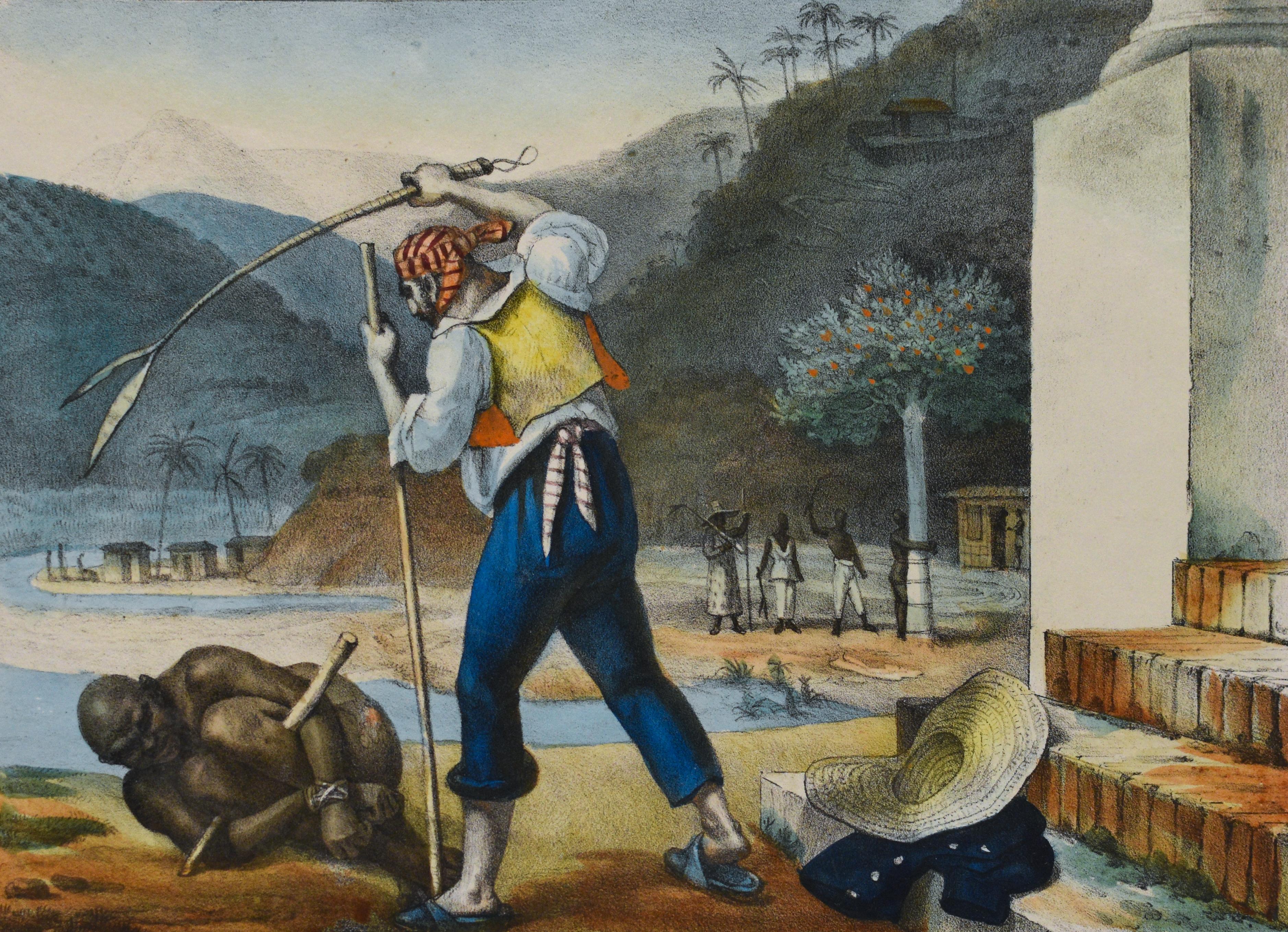
奴隷の虐待
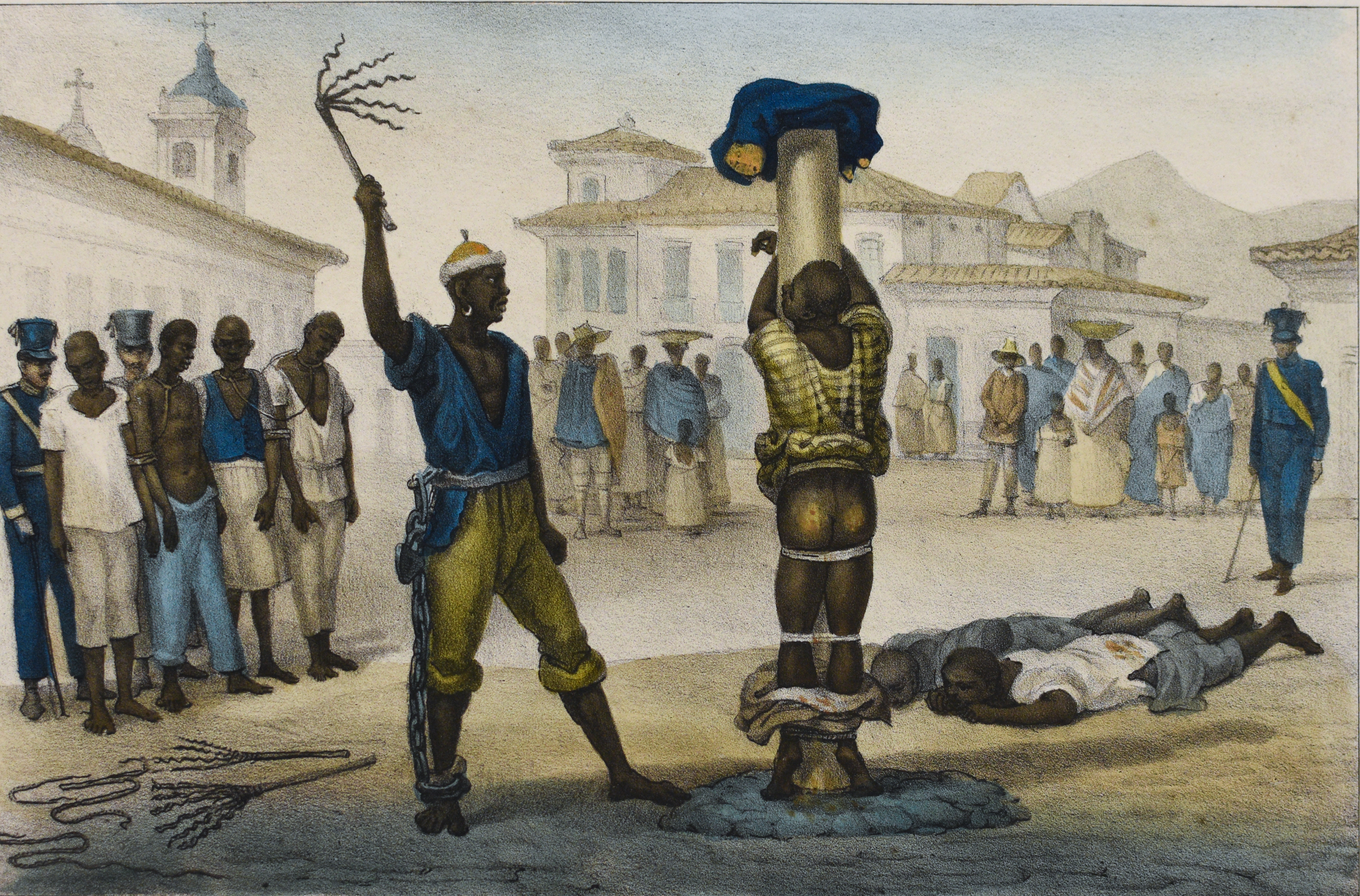
Pelourinho
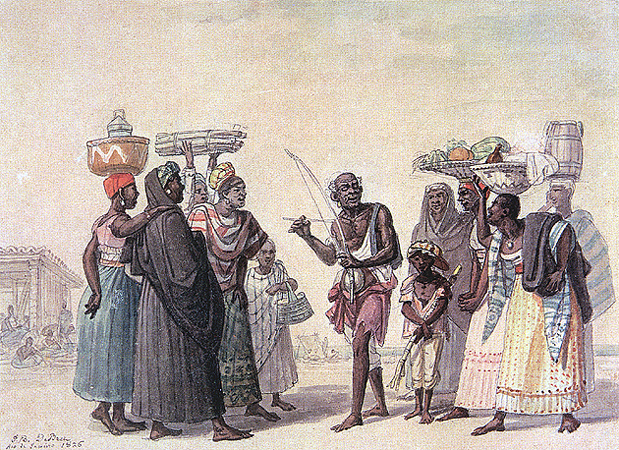
Uruncungo
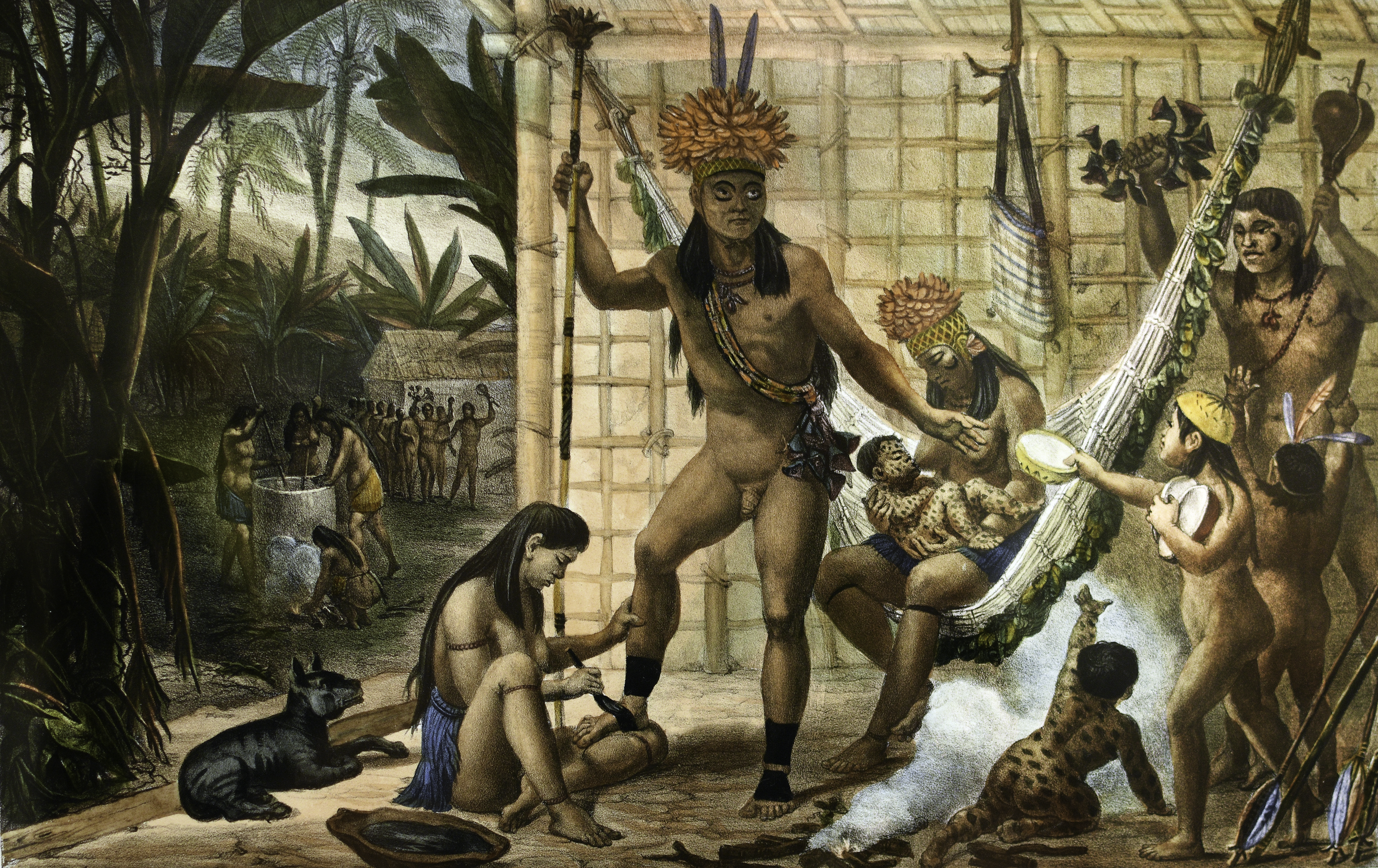